# Al-Jib
Al-Jib (àrab: الجيب, al-Jīb) és una vila palestina de la governació de Jerusalem, a Cisjordània, situada 10 kilòmetres al nord-oest de Jerusalem a la zona de separació de Cisjordània. Les terres dels voltant acullen als beduïns Al Jib. Des de 1967, Al-Jib és ocupat per Israel i al voltant del 90% de les seves terres són assignades com a Àrea C. Aproximadament una quarta part de la terra es posada sota ordre militar israeliana per a l'establiment d'assentaments israelians. El barri Al Khalayleh va ser separat pel Mur de Cisjordània. Segons l'Oficina Central Palestina d'Estadístiques tenia 4.933 habitants el 2016. Hom l'ha identificat amb l'antiga Gabaon.

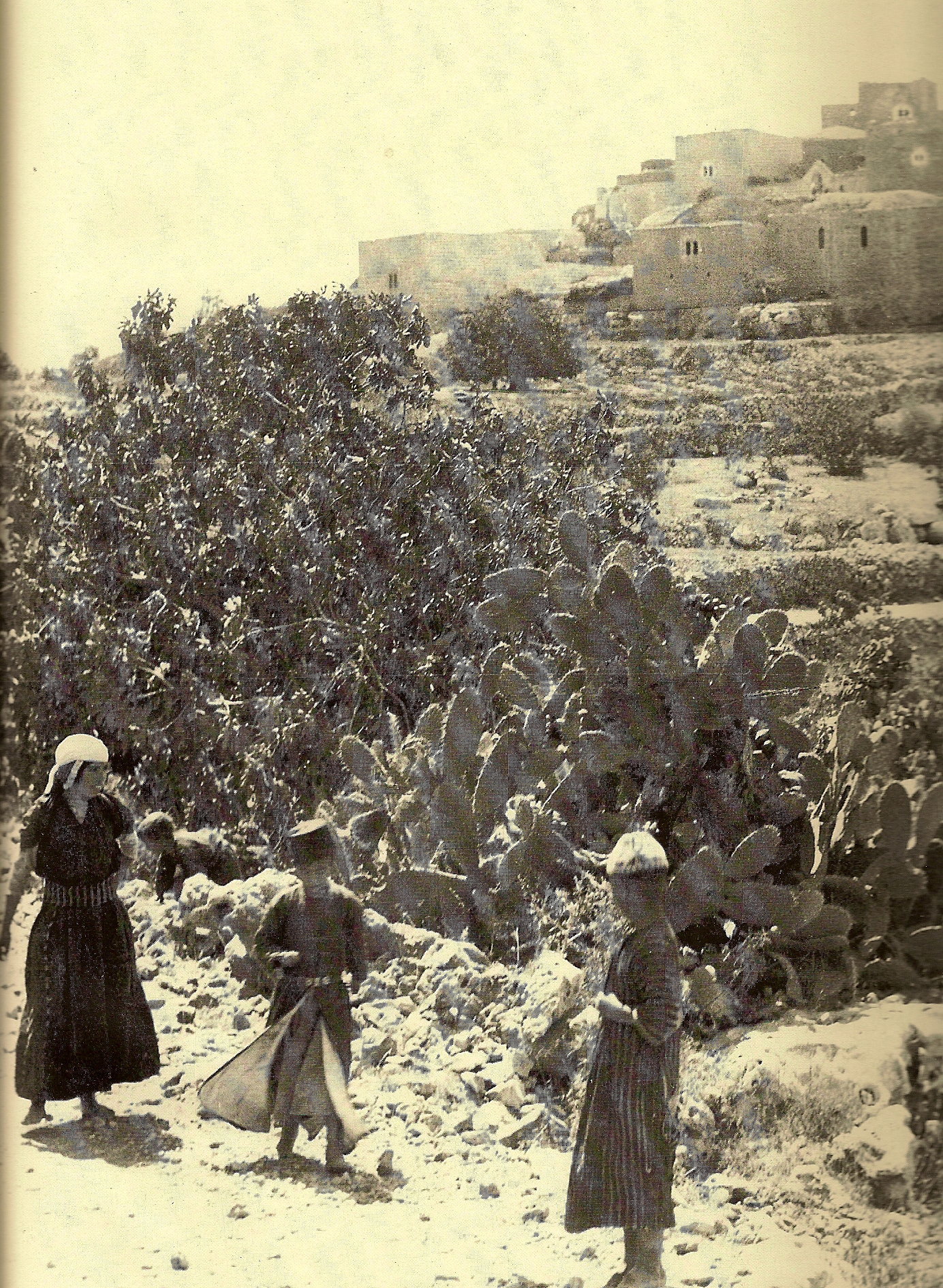
Al Jib, 1938-39

## Història
El lexicògraf del segle x David ben Abraham al-Fasi va identificar Al Jib amb l'antiga Gabaon, cosa que fou corroborada amb el lèxic hebreu compilat per Wilhelm Gesenius i Frants Buhl ("ara al-Ǧīb"). No obstant això, la primera identificació científica d'Al Jib amb l'antiga ciutat canaanita de Gibeon va ser feta per Edward Robinson en 1838. Excavacions arqueològiques dutes a terme per James Pritchard en 1956, 1957, i 1959 confirmaren aquesta identificació amb el descobriment de 56 mànecs de terrissa inscrits amb l'arrel semítica gb'n. Les inscripcions foren datades al final de la monarquia de Judea i s'han referenciat amb llistes genealògiques al Llibre de les Cròniques. Encara que inclouen molts noms benjaminites, també inclouen noms no israelites, que demostren l'entrecreuament de la població local.
Una volta que encara roman al centre d'Al Jib ha estat datada d'entre mitjans dels segles V i VIII. L'edifici havia estat descrit anteriorment com una església de l'era de les croades amb "la longitud total de la capella sembla haver estat 40 els peus a l'est i a l'oest, a 22 peus al nord i al sud, apareguts a l'absis. Hi havia tres obertures d'arcs i, a les parets laterals, hi ha petites portes amb llindes". D. Pringle va rebutjar la possibilitat que aquesta fos una antiga església i suggereix que era un edifici del palau omeia, o possiblement de l'era abbàssida.
En 1152, durant les croades, un confrare de la basílica del Sant Sepulcre, Balduí de Tournai, va rebre una prebenda relativa a juxta Gabeon. En 1172, després de la caiguda de Jerusalem, Saladí es va aturar a Al Jib, i després va continuar fins Beit Nuba. El-Jib fou descrita pel geògraf Yaqut en 1225 com que tenia dues fortaleses juntes.

### Època otomana
En la dècada del 1550 els ingressos agrícoles d'Al Jib pertanyien a la dotació (waqf) del sultà burjita mameluc Inal (r. 1453-61) a Egipte. No obstant això, tres tribus dels beduïns Hutaym estaven afiliades al poble. Els impostos que pagaven més les taxes regulades normalment per als militars foren designades pel waqf del Haseki Sultan Imaret a Jerusalem. En els 1596 registres fiscals de 1596 apareix com a Jib, situada a la nàhiya de Jabal Quds del liwà d'al-Quds. La població era de 103 llars, dividides en quatre barris. Els vilatans pagaven una taxa impositiva fixa del 33,3% en productes agrícoles, inclosos blat, ordi, oliveres, fruiters, xarops de raïm o melassa, a més d'ingressos puntuals, cabres i ruscs; un total de 16.060 Akçe.
En 1838 Edward Robinson la va descriure com un poble de grandària moderada, amb les cases molt irregulars i desiguals. Va assenyalar també que "encara hi ha un gran edifici massiu, potser un castell o una torre de fortalesa. Les sales inferiors són abovedades amb arcs de pedres tallades, amb una gran precisió. Les pedres de fora són grans: i l'aparença del conjunt és d'antiguitat."
L'explorador francès Victor Guérin la va visitar el 1863 i considerà que tenia 500 habitants, mentre que una llista de viles otomanes de 1870 considerà que la vila tenia 219 habitants, en un total de 65 cases, encara que el recompte de població només incloïa els homes.
En 1883 el Survey of Western Palestine (SWP) del Fons per a l'Exploració de Palestina la va descriure com «al final d'un pujol, a uns 300 peus per sobre de la vall. Al sud hi ha una plana estreta, i hi ha una vall oberta a l'est, mentre que cap al nord i l'oest també hi ha una plana plana. El turó està aïllat i una posició naturalment de gran fortalesa. Les cases cobreixen a la part nord del turó. El poble té una grandària moderada, les cases de pedra, amb una torre central i existeixen fonaments massius entre els edificis moderns. L'est, força més baix que el poble i una mica per sota de la part superior de la cresta, és la font que surt d'una cova. A sota hi ha restes d'un embassament de grans dimensions. Hi ha moltes fonts al sud i l'oest, i a les coves del vessant sud del turó s'hi conreen olives, figues, peres, pomes i ceps al voltant del poble i al pla; també hi ha camps de blat de moro amplis al camp baix.»
En 1896 la població d' Ed-dschib era estimada en unes 567 persones.

### Mandat Britànic de Palestina
En el cens de Palestina de 1922, dut a terme per les autoritats del Mandat Britànic, Jib tenia 465 musulmans, incrementats en el cens de 1931 a 643 musulmans en 153 cases.
En el cens de 1945, Al Jib tenia 830 musulmans, i l'àrea total de terra era de 8,205 dúnams. 1,132 dúnams eren designats per a plantacions i regadiu, 4,754 per a cereals, mentre 57 dúnams eren sòl edificat.

### Després de 1948
Després de la Guerra araboisraeliana de 1948 i els acords d'armistici de 1949, Al-Jib va quedar sota un règim d'ocupació jordana. Des de la Guerra dels Sis Dies en 1967, Al-Jib ha romàs sota ocupació israeliana. Israel va confiscar el 26.6% de les terres d'Al Jib per establir els assentaments israelians de Givon (1978), Giv'on HaHadashah (1980) i Giv'at Ze'ev (1982) Sota els Acords d'Oslo II de 1995 el 7.5% de l'àrea total de la vila fou assignat com a Àrea B, mentre que el restant 92.5% és Àrea sota control total israelià.

## Mur de Separació

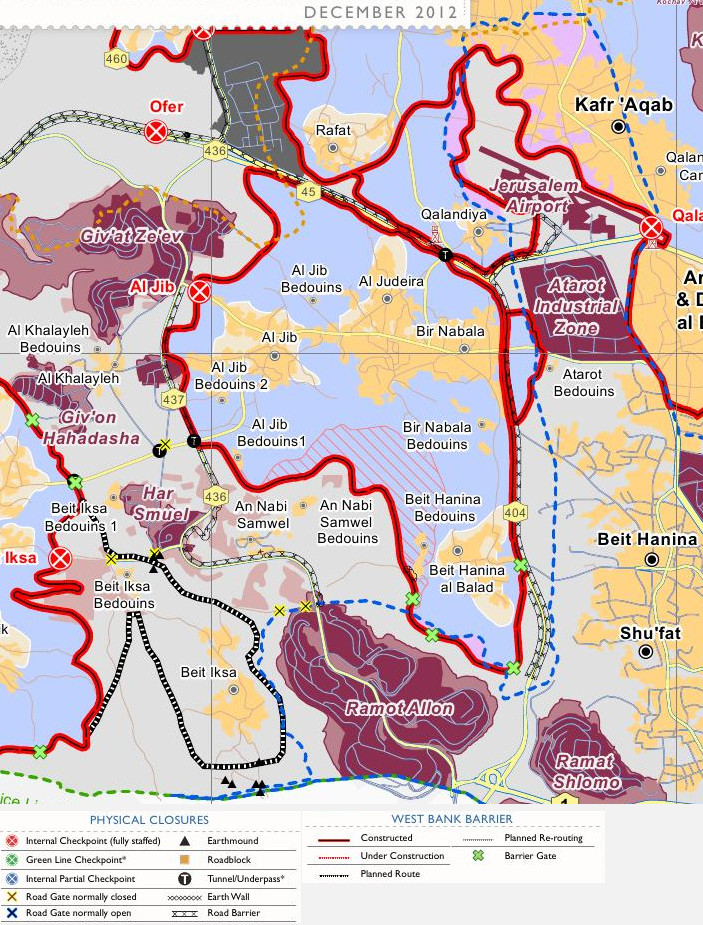
El mur al nord de Jerusalem, que confina Al Jib a un enclavament sota control israelià.

En 2005 Israel va començar la construcció del Mur de Cisjordània al voltant d'Al Jib, al-Judeira, Bir Nabala, Beit Hanina al-Balad i Kalandia. El mur va ser construït sobre terres palestines confiscades per ordre militar israeliana. El mur envolta completament els pobles formant un enclavament. Un dels efectes és que impedeix que els residents palestins sense targeta de residència permanent de ciutadà israelià usin el sistema de carreteres proper al servei de Jerusalem i els assentaments israelians propers.
La muralla també ha dividit el poble d'Al Jib. Una part de la seva terra agrícola es troba a l'altre costat de la paret i només un nombre limitat de residents hi tenen accés limitat. Un barri complet, Al Khalayleh amb una població estimada de 700 habitants, es troba actualment a l'oest del Mur en un enclavament separat entre assentaments israelians. A l'abril de 2012, Israel va demolir algunes cases a Al Khalayleh i va desplaçar 67 refugiats palestins del barri, la majoria dels quals eren nens. Prop de la meitat de la superfície total d'Al Jib, inclosa l'Al Khalayleh, es troba a l'altre costat del Mur.
Israel afirma que té la intenció de construir dos camins alternatius que connectaran l'enclavament amb la resta de Cisjordània per evitar el seu aïllament total. Un connectarà l'enclavament amb Ramal·lah, que es troba al nord, mentre que l'altre connectarà Al Jib cap a l'àrea beduïna, que es troba a l'oest, mitjançant tres passadissos subterranis i dos ponts. La construcció de la carretera requerirà un treball d'enginyeria complexa i costarà desenes de milions de nous shekels israelians, pel que és probable que el projecte trigui molt de temps a completar-se, o potser mai.
B'Tselem assenyala que a causa que milers dels residents de l'enclavament tenen cartes d'identitat israelianes, tenen dret a accedir gratuïtament a Jerusalem Est per llei, i que el Mur "perjudicarà severament [llurs] drets humans" tallant l'accés directe.

## Preservació
Al Jib es troba a la llista de "Llocs d'interès cultural en perill d'extinció a les Governacions de Cisjordània" compilats pel Ministeri de Planificació i Cooperació Internacional (MOCIP) de l'Autoritat Nacional Palestina (PNA) a causa de les excavacions de l'antiga Gabaon. Durant la Segona Intifada l'Associació Palestina per a l'Intercanvi Cultural (PACE) va reunir joves i ancians palestins dels pobles del voltant per reparar i restaurar l'antiga piscina d'aigua i altres llocs al voltant de la vila.